# Iwan Jegorowitsch Starow

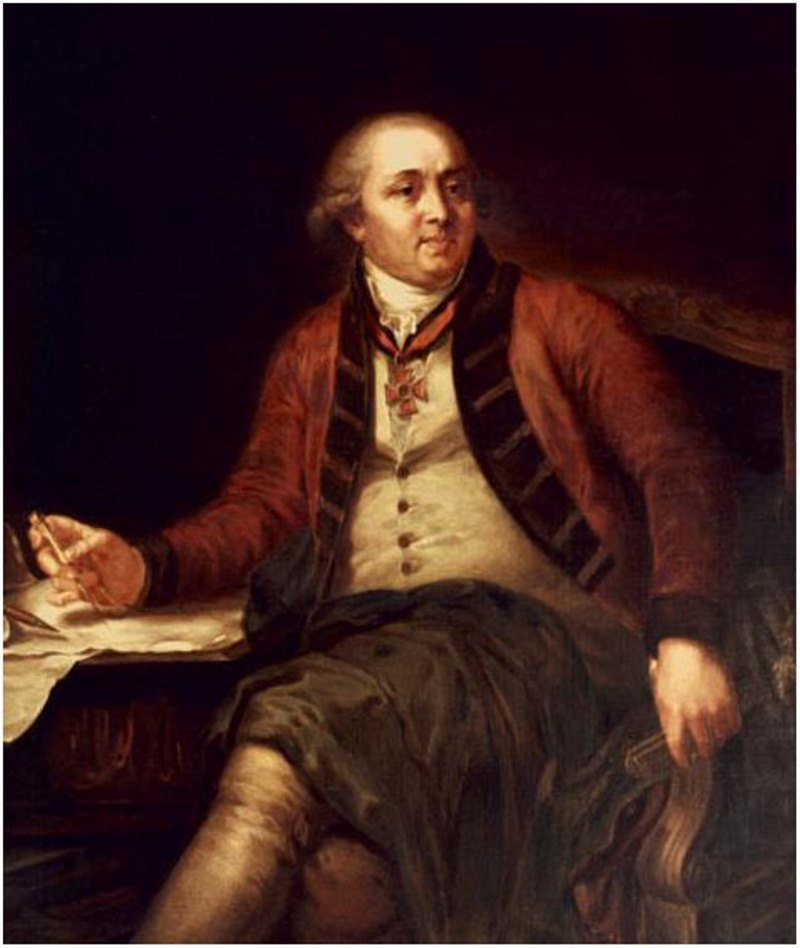
Iwan Jegorowitsch Starow (Stepan Schtschukin, Russisches Museum)

Iwan Jegorowitsch Starow (russisch Иван Егорович Старов; * 12. Februarjul. / 23. Februar 1745greg. in St. Petersburg; † 5. Apriljul. / 17. April 1808greg. ebenda) war ein russischer Architekt des Klassizismus.

## Leben
Starow, Sohn eines Diakons der Moskauer Eparchie, wurde 1755 in das Gymnasium an der Universität Moskau aufgenommen. Bereits nach einem Jahr wurde er zum Gymnasium an der St. Petersburger Akademie der Wissenschaften geschickt. 1758 wurde er Student der Akademie der Künste bei Alexander Kokorinow und Jean-Baptiste Vallin de La Mothe. Nach dem Abschluss mit Auszeichnung erhielt er ein Auslandsstipendium der Akademie der Künste, so dass er 1762–1768 in Paris bei Charles de Wailly und in Rom sich weiter ausbildete.
Nach der Rückkehr wurde Starow mit seinem Projekt für ein Szlachta-Kadettenkorps 1769 Mitglied der Akademie der Künste. Er arbeitete in der Akademie als Adjunkt-Professor und ab 1770 als Professor. 1771 heiratete Starow Natalja Grigorjewna Demidowa, Tochter des Unternehmers, Botanikers und Mäzens Grigori Akinfijewitsch Demidow und Schwester der Frau des Akademie-Direktors Kokorinow.
1772–1774 war Starow Hauptarchitekt der Kommission für den Bau der Steingebäude in St. Petersburg und Moskau. In St. Petersburg baute er im Alexander-Newski-Kloster die Troizki-Kathedrale (1776–1790) und die Torkirche (1783–1785), in Sofija bei Zarskoje Selo die Sofija-Kathedrale zusammen mit Charles Cameron, die Auferstehungskirche auf dem Wolkowo-Friedhof (1782–1785), das Taurische Palais (1783–1789) für Fürst Potjomkin, die gerade abgebrannte Fürst-Wladimir-Kathedrale (1783–1789), den Pella-Palast an der Newa (1785–1789) für Katharina II. und die Datschen-Palais in Taizy und Siworizy bei St. Petersburg. Bei Moskau baute er das Herrenhaus Nikolskoje-Gagarino (Rajon Rusa) und in Bogorodizk das Herrenhaus Bogorodizkoje (1771–1776). Er baute eine Kirche bei Nachitschewan und die Jekaterina-Kathedrale in Cherson (1786). Für Potjomkin baute er einen Palast in Jekaterinoslaw (1787–1789) und in Kritschew (1778–1787) sowie in Pokrowskoje (Demidowski rajon) ein Herrenhaus nach dem Vorbild der Villa Rotonda (1786, 1923 abgerissen).
1778 entwarf Starow einen Generalplan für Jaroslawl mit radial angeordneten Straßenzügen. Ebenso schuf er Generalpläne für Woronesch, Pskow und Jekaterinoslaw. 1790 erarbeitete Starow den Generalplan für den Aufbau der Stadt Nikolajew mit geraden Straßenzügen und regelmäßigen Wohnvierteln an der Mündung der Inhul in den Südlichen Bug. 1794 wurde Starow Adjunkt-Rektor der Akademie.
Starow wurde auf dem Lazarus-Friedhof am Alexander-Newski-Kloster in St. Petersburg begraben.

## Werke

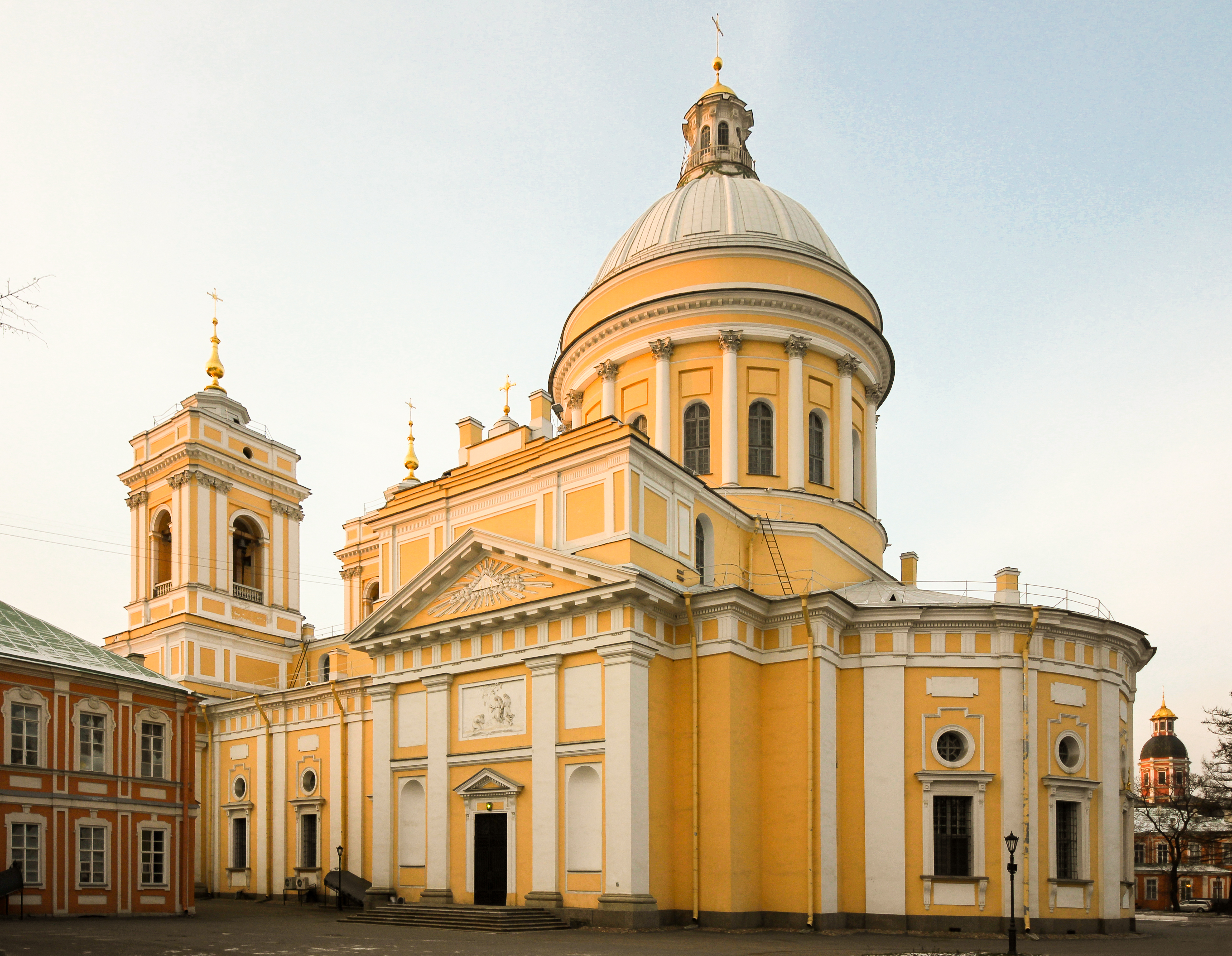
Troizki-Kathedrale im Alexander-Newski-Kloster, St. Petersburg
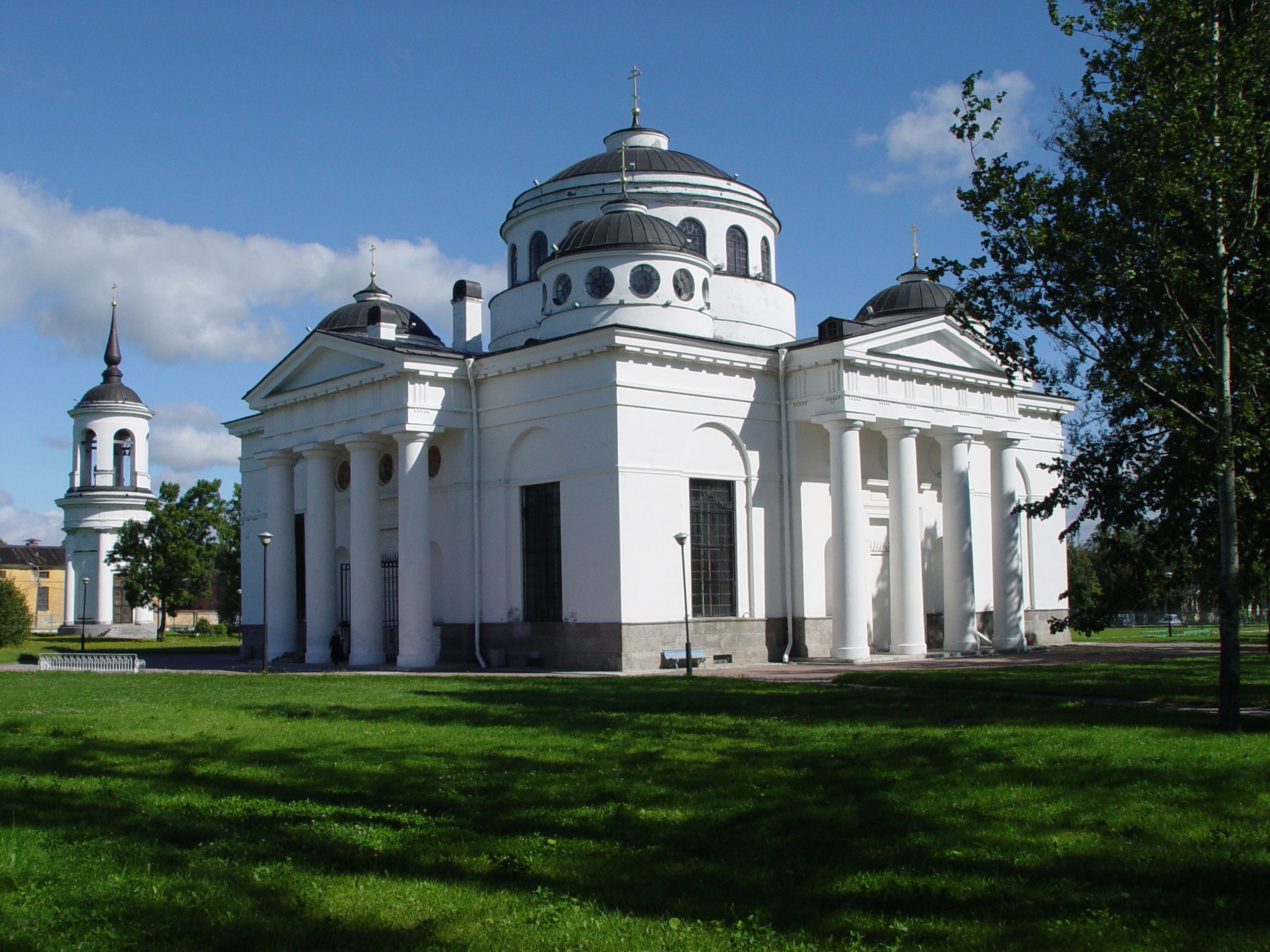
Sofija-Kathedrale bei Zarskoje Selo
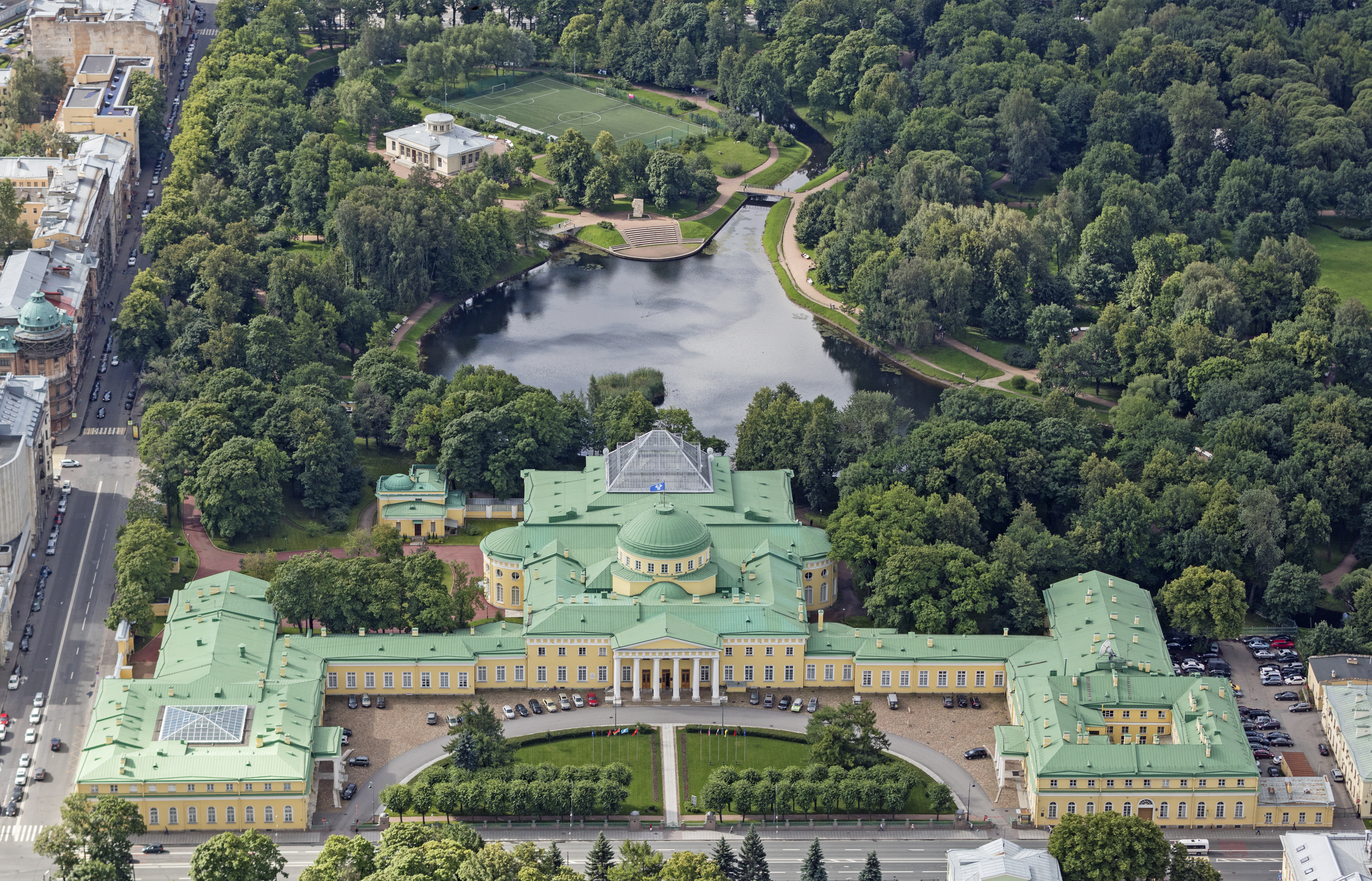
Taurisches Palais, St. Petersburg
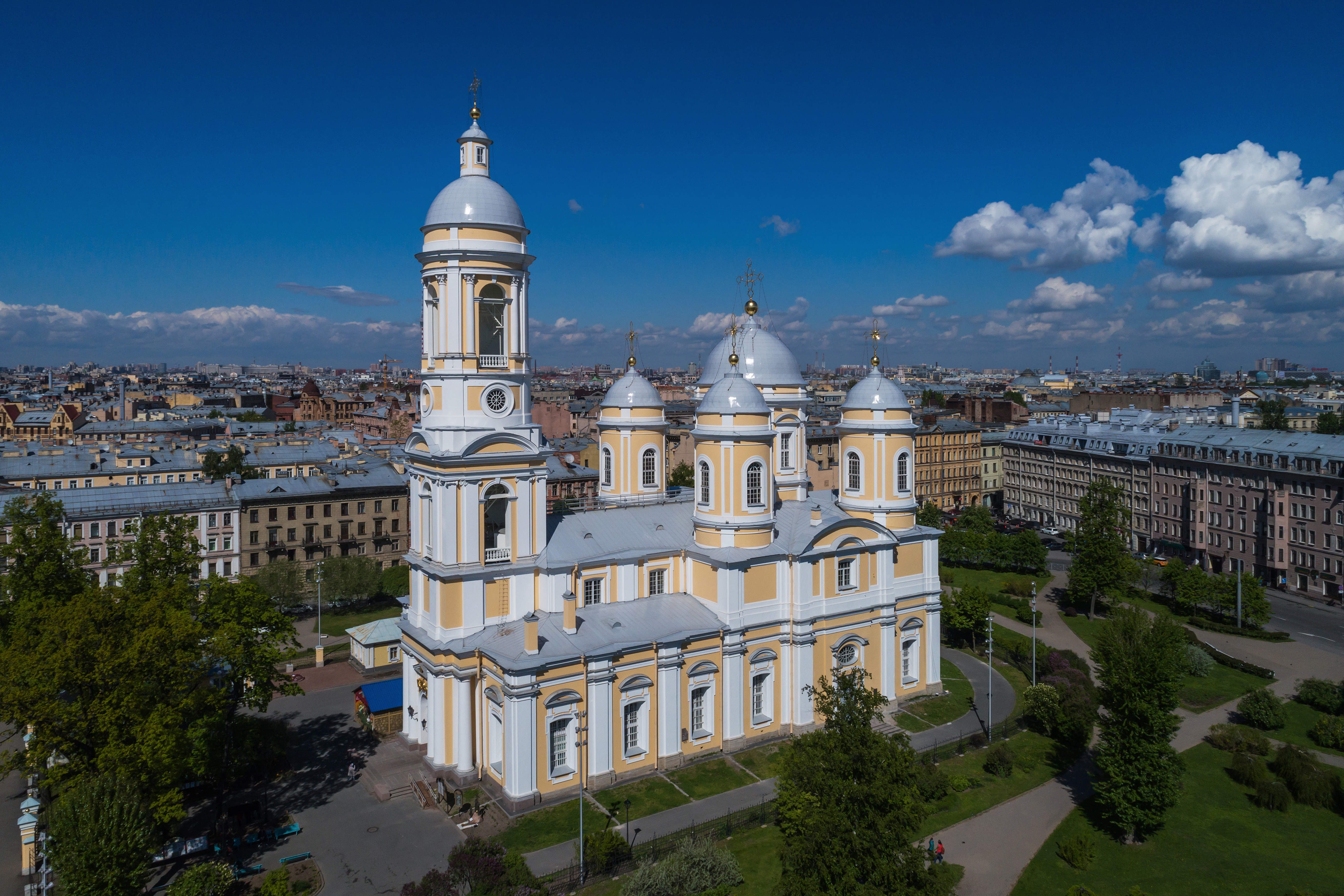
Fürst-Wladimir-Kathedrale, St. Petersburg
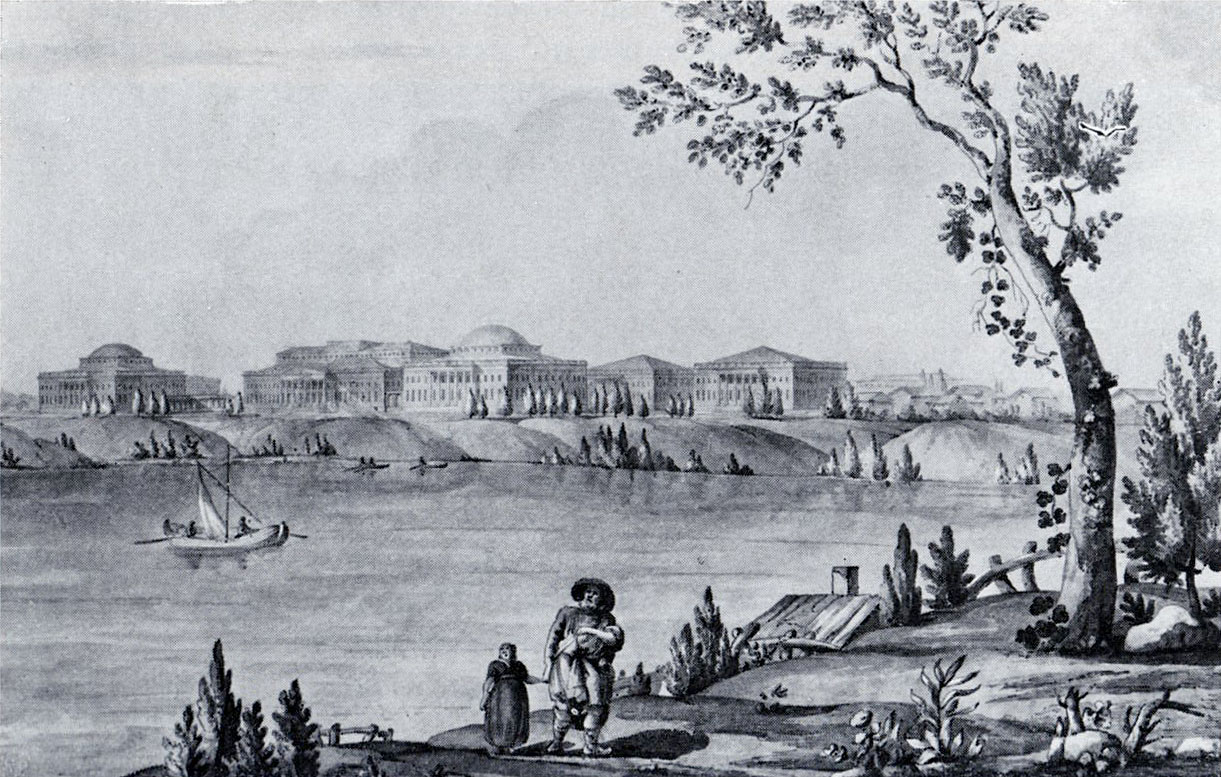
Pella-Palast an der Newa (gezeichnet von Giacomo Quarenghi)
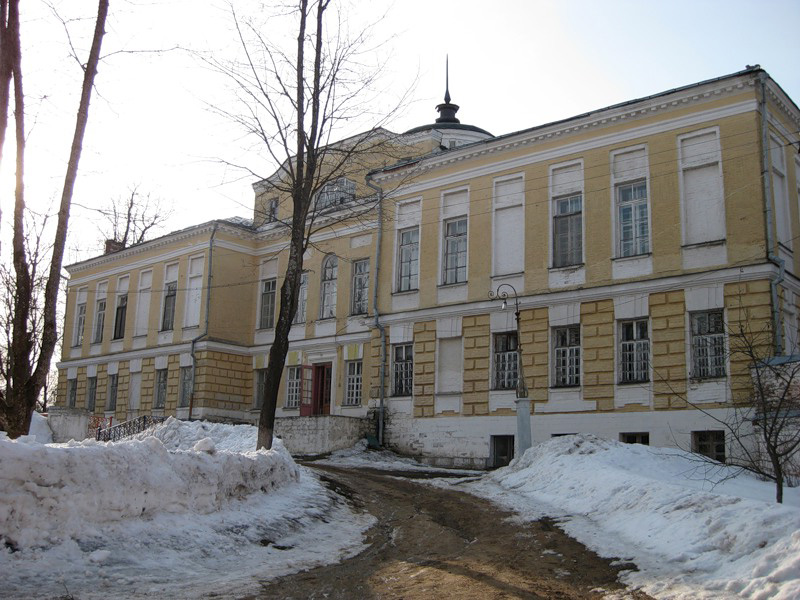
Herrenhaus Nikolskoje-Gagarino
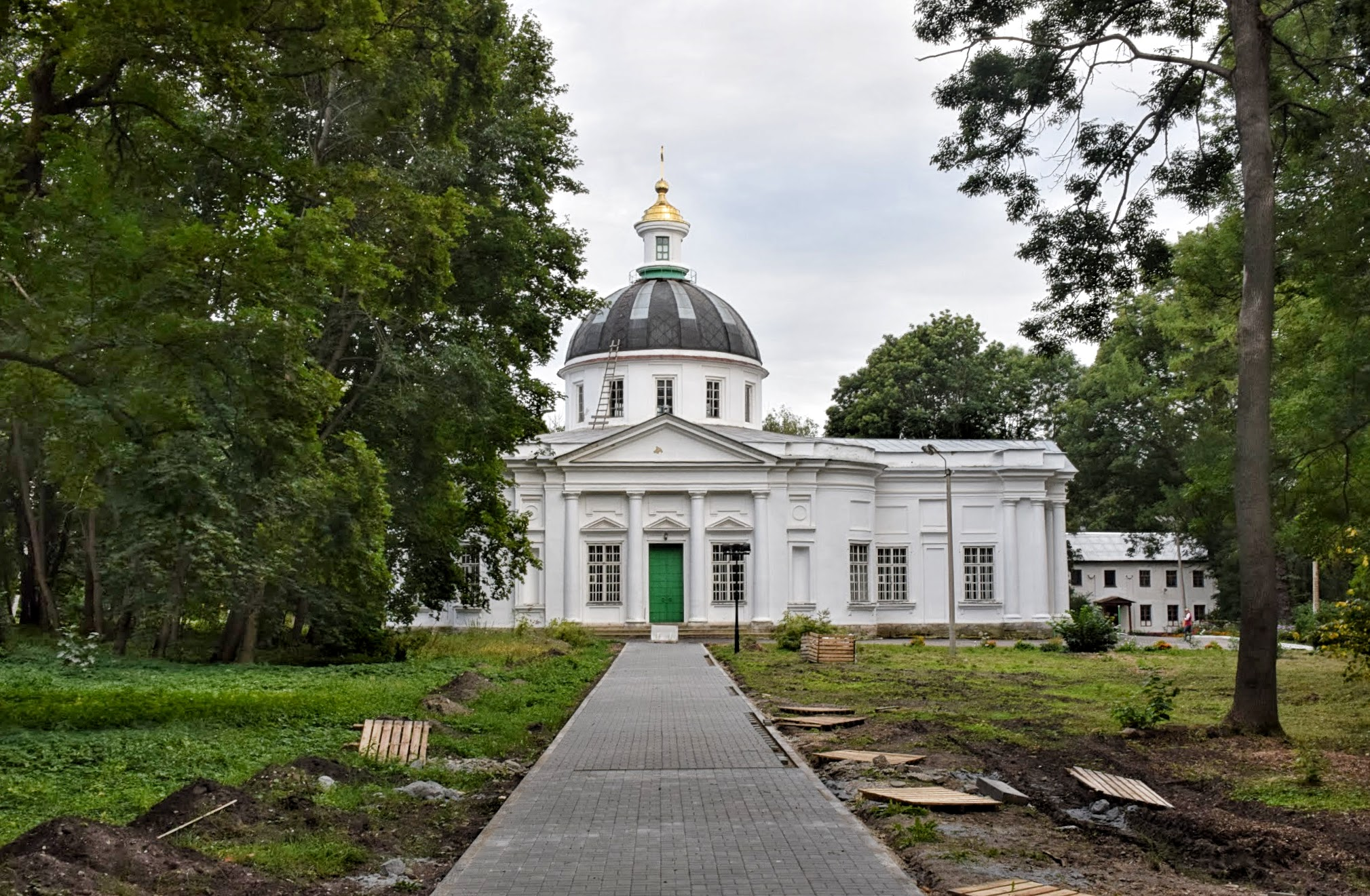
Herrenhaus Bogorodizkoje
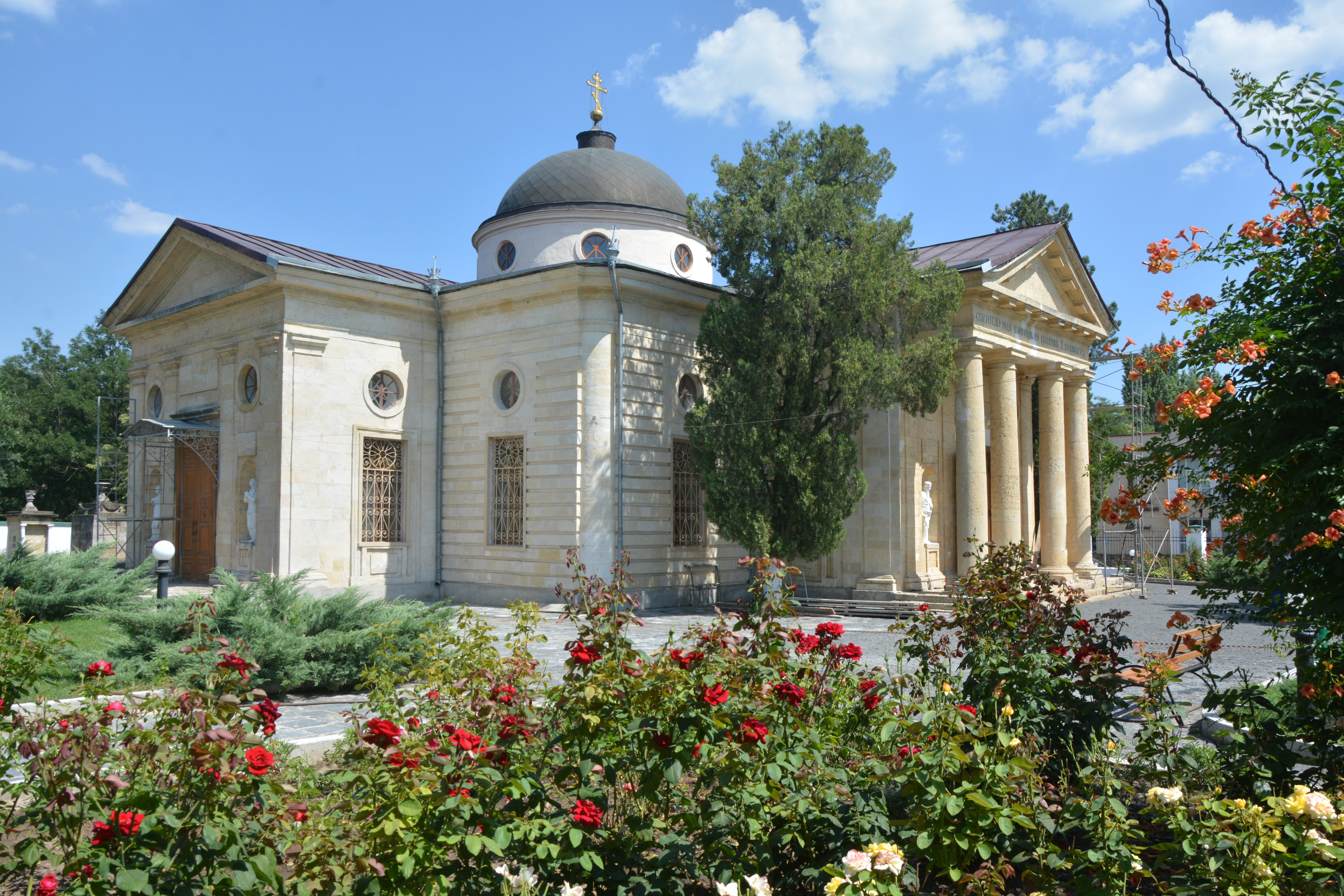
Jekaterina-Kathedrale, Cherson
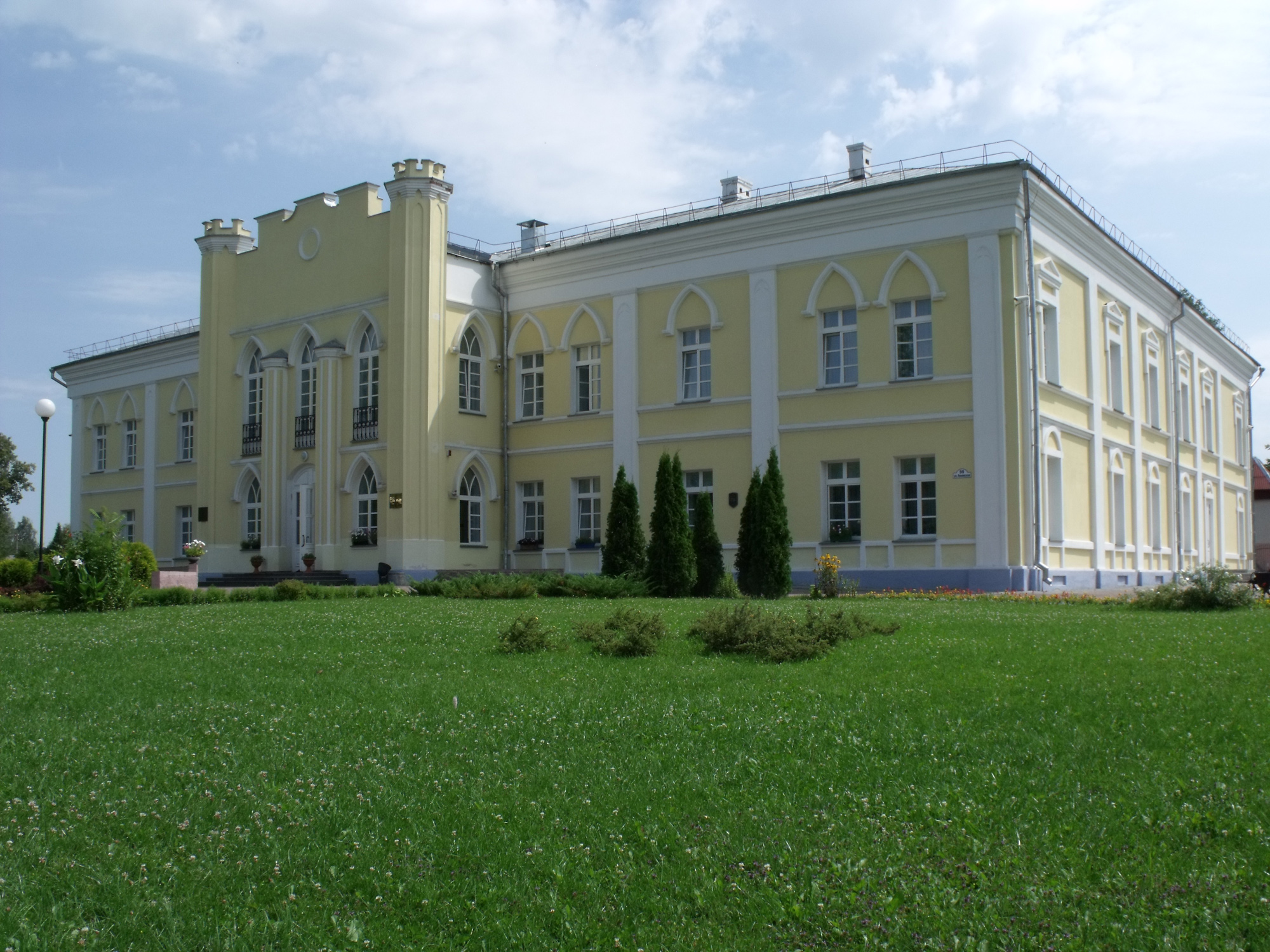
Potjomkin-Palast Kritschew
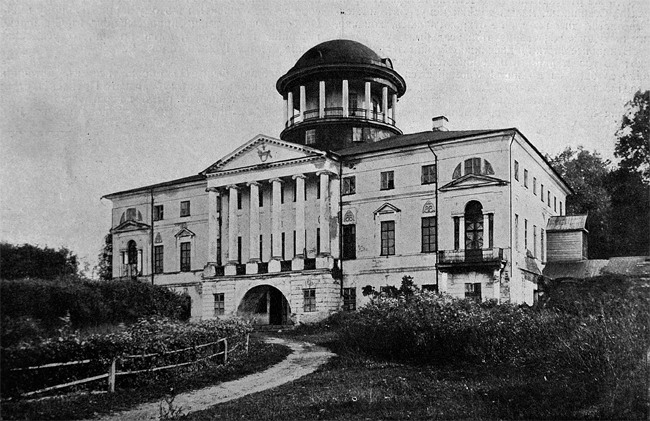
Potjomkin-Herrenhaus Pokrowskoje